# 杂色裸颊鲷
杂色裸颊鲷（学名：Lethrinus variegatus）为輻鰭魚綱鱸形目鱸亞目龍占魚科裸颊鲷属的鱼类。分布于印度洋非洲东岸至太平洋波利尼西亚群岛、台湾岛以及西沙群岛等，棲息深度可達150公尺，本魚身體是棕色和灰色，有散在的不規則的黑斑，體側具兩個深色的條紋，背鰭硬棘10枚，背鰭軟條9枚，臀鰭硬棘3枚，臀鰭軟條8枚，體長可達20公分，棲息在珊瑚礁附近的沙底質海域、海草床，屬肉食性，以無脊椎動物為食，可做為食用魚。